# Chris Newton (Radsportler)
Christopher Newton (* 29. September 1973) ist ein ehemaliger britischer Radrennfahrer.

## Laufbahn als aktiver Sportler
1995 siegte er im Eintagesrennen Archer Grand Prix, 1998 im Grand Prix of Essex. Auf der Straße fuhr Chris Newton 1999 für das Linda McCartney Racing Team und gewann den britischen Meistertitel im Einzelzeitfahren. Zwei Jahre später gewann er eine Etappe beim Circuit de Lorraine und konnte auch die Gesamtwertung für sich entscheiden. 2000 gewann er das Eintagesrennen Lincoln Grand Prix. 2002 gewann er drei Etappen beim An Post Rás, das er im darauf folgenden Jahr gewinnen konnte. Von 2005 bis zum Ende seiner aktiven Karriere 2010 fuhr Newton für das britische Continental Team Recycling.co.uk.
Auf der Bahn ist Chris Newton erfolgreicher als auf der Straße. Seine erste Silbermedaille gewann er bei den UCI-Bahn-Weltmeisterschaften 2000 in der Mannschaftsverfolgung. Später, bei den Olympischen Spielen in Sydney sicherte sich die britische National-Équipe die Bronzemedaille. Bis zu den nächsten Spielen wurde er mit der Nationalmannschaft in der Mannschaftsverfolgung noch zweimal Zweiter und einmal Dritter bei Bahnweltmeisterschaften. Außerdem gewann er 2002 den Weltmeistertitel im Punktefahren vor Franz Stocher. In Athen gehörte er nicht zum Kader. Bei den Commonwealth Games in Melbourne gewann er die Goldmedaille in der Mannschaftsverfolgung. Diese Erfolge fuhr Newton unter anderem mit Bradley Wiggins, Paul Manning, Steve Cummings, Rob Hayles und Bryan Steel ein. Bei den Olympischen Spielen 2008 in Peking errang er die Bronzemedaille im Punktefahren.

## Tätigkeit als Trainer
Seit 2012 ist Chris Newton als Trainer für den britischen Radsportverband British Cycling tätig.

## Erfolge

### Straße
1996
- Mannschaftszeitfahren Tour de Langkawi

1999
- Britischer Meister – Einzelzeitfahren

2000
- Britischer Meister – Einzelzeitfahren
- zwei Etappen Olympia’s Tour
- Internationale Wielertrofee Jong Maar Moedig

2001
- Britischer Meister – Kriterium
- Gesamtwertung und eine Etappe Circuit de Lorraine
- eine Etappe Cinturón a Mallorca

2002
- eine Etappe Circuit de Lorraine
- drei Etappen An Post Rás

2003
- Gesamtwertung und eine Etappe An Post Rás

2005
- Gesamtwertung und drei Etappen An Post Rás

2006
- zwei Etappen An Post Rás
- Prolog Boucles de la Mayenne

2008
- eine Etappe An Post Rás

### Bahn
2002
- Weltmeister – Punktefahren

2003
- Britischer Meister – Scratch

2004
- Britischer Meister – Scratch
- Britischer Meister – Punktefahren
- Weltcup Manchester – Mannschaftsverfolgung (mit Rob Hayles, Paul Manning und Bryan Steel)

2005
- Weltcup Manchester – Mannschaftsverfolgung (mit Steve Cummings, Rob Hayles und Paul Manning)
- Weltmeister – Mannschaftsverfolgung (mit Paul Manning, Steve Cummings und Rob Hayles)

2006
- Britischer Meister – Scratch
- Britischer Meister – Mannschaftsverfolgung (mit Paul Manning, Steve Cummings und Edward Clancy)
- Goldmedaille Commonwealth Games – Mannschaftsverfolgung (mit Paul Manning, Steve Cummings und Rob Hayles)
- Weltcup Moskau – Mannschaftsverfolgung (mit Ed Clancey, Paul Manning und Geraint Thomas)

2007
- Britischer Meister – Punktefahren
- Weltcup Sydney – Mannschaftsverfolgung (mit Ed Clancy, Steve Cummings und Bradley Wiggins)

2008
- Britischer Meister – Scratch
- Britischer Meister – Punktefahren
- Olympische Spiele 2008 – Bronze Punktefahren
- Weltcup-Gesamtsieger – Punktefahren
- Weltcup Manchester – Punktefahren

2009
- Britischer Meister – Scratch
- Britischer Meister – Punktefahren
- Weltcup Peking – Punktefahren
- Weltcup Kopenhagen – Mannschaftsverfolgung mit Steven Burke, Ed Clancy und Peter Kennaugh
- Weltcup-Gesamtsieger – Punktefahren

## Teams
- 1998 Team Brite
- 1999 Linda McCartney Racing Team

- 2005 Recycling.co.uk-MG-Xpower-Litespeed
- 2006 Recycling.co.uk
- 2007 Recycling.co.uk
- 2008 Rapha Condor-Recycling.co.uk
- 2009 Rapha Condor-Recycling.co.uk
- 2010 Rapha Condor-Recycling.co.uk